# ماهیان (فیلم)
ماهیان یا داستان ماهی (به انگلیسی: Fishtales) فیلمی محصول سال ۲۰۰۷ و به کارگردانی آلکی دیوید و مایکل گرینسپن است. در این فیلم بازیگرانی همچون کلی بروک، بیلی زین، آلکی دیوید، آمبر ساوا و ترنس هاردیمن ایفای نقش کرده‌اند.